# اسپنسر وودز
اسپنسر وودز (به انگلیسی: Spencer Woods،  زادهٔ ۲۷ ژوئن ۱۹۹۸) یک کشتی‌گیر فرنگی‌کار اهل کشور آمریکا است.